# Старый Кашир
Старый Кашир — село в Сармановском районе Татарстана. Административный центр Старокаширского сельского поселения.

## География
Находится в восточной части Татарстана на расстоянии приблизительно 9 км на юг-юго-запад по прямой от районного центра села Сарманово у речки Камышлы.

## История
Известно с 1680 года как деревня Кашир, позднее упоминалось и как Кашир-Камышлы. В начале XX века упоминалось о наличии мечети и мектеба, волостного правления.
В «Списке населенных мест по сведениям 1870 года», изданном в 1877 году, населённый пункт упомянут как деревня Старый Кашир (Кашир Камышлы) 2-го стана Мензелинского уезда Уфимской губернии. Располагалась при речке Каширке, по левую сторону коммерческого тракта из Бирска в Мамадыш, в 70 верстах от уездного города Мензелинска и в 12 верстах от становой квартиры в селе Александровское (Кармалы). В деревне, в 111 дворах жили 684 человека (341 мужчина и 343 женщины, татары, тептяри), были мечеть, волостное правление, училище, 2 водяные мельницы, 3 лавки, базары по средам. Жители занимались земледелием, скотоводством.
По сведениям переписи 1897 года, в деревне Старый Кашир Мензелинского уезда Уфимской губернии жили 1051 человек (529 мужчин и 522 женщины), из них 1021 мусульманин.

## Население
Постоянных жителей было: в 1859—345, в 1870—684, в 1897—1051, в 1920—1372, в 1926—775, в 1938—736, в 1949—467, в 1958—574, в 1970—642, в 1979—567, в 1989—485, 457 в 2002 году (татары 98 %), 191 в 2010.